# 莎拉·马歇尔
莎拉·琳恩·马歇尔（英語：Sarah Lynne Marshall，1933年5月25日—2014年1月18日），是一名英籍美国演员，赫伯特·马歇尔与埃德娜·贝斯特的女儿。
莎拉·马歇尔早年参加过电视剧拍摄，出演了《希区柯克剧场》的“Poopsie”。1960年代她还出现在多部电视节目中，包括《阴阳魔界》、《F Troop》、《糊塗情報員》和《星际迷航》。
2014年1月18日，莎拉·马歇尔因癌症去世，享年80岁。